# Aiguille de la Brenva
L'Aiguille de la Brenva (pron. fr. AFI: [eɡɥij də la bʁenva]; 3.278 m s.l.m.) è una guglia rocciosa del Massiccio del Monte Bianco nel versante italiano.

## Caratteristiche
Si trova tra il Ghiacciaio della Tour Ronde ed il Ghiacciaio d'Entrèves. Di particolare nota è l'obelisco che si trova al suo fianco denominato Le Père Éternel (che significa, in lingua francese, "il Padre eterno").